# Xylopia hypolampra
Xylopia hypolampra är en kirimojaväxtart som beskrevs av Gottfried Wilhelm Johannes Mildbraed och Friedrich Ludwig Diels. Xylopia hypolampra ingår i släktet Xylopia och familjen kirimojaväxter. Inga underarter finns listade i Catalogue of Life.